# Paraleptosphaeroma glynni
Paraleptosphaeroma glynni is een pissebed uit de familie Sphaeromatidae. De wetenschappelijke naam van de soort is voor het eerst geldig gepubliceerd in 1981 door Buss & Iverson.